# Рилић
Рилић је насељено мјесто у Босни и Херцеговини, у општини Купрес, које административно припада Федерацији Босне и Херцеговине. Према попису становништва из 1991. у насељу је живјело 200 становника.

## Становништво
У Рилићу је према попису из 1991. године живело 200 становника од којих су сви били Срби.
| Националност | 1991.      |
| Срби         | 200 (100%) |
| Укупно       | 200        |

| Демографија | Демографија | Демографија |
| Година      | Становника  | Становника  |
| ----------- | ----------- | ----------- |
| 1961.       | 474         |             |
| 1971.       | 350         |             |
| 1981.       | 246         |             |
| 1991.       | 200         |             |